# Коган, Шнеер Герцевич
Шне́ер Ге́рцевич Ко́ган (альтернативные варианты отчества: Ге́рцович и Ге́ршкович, рум. Şneer Cogan; 30 марта 1875, Оргеев, Кишинёвский уезд, Бессарабская губерния — 2 марта 1940, Кишинёв, Бессарабия, Румыния) — молдавский и румынский живописец, один из наиболее значимых бессарабских художников межвоенной эпохи, педагог; старший брат скульптора Моисея Когана, отец писателя Анатолия Когана. Основатель и профессор Кишинёвской школы живописи — впоследствии Высшей школы пластических искусств, организатор и первый руководитель Общества художников Бессарабии (впоследствии Союз художников Молдовы).

## Биография
Шнеер Коган родился в бессарабском городке Оргеев (теперь райцентр Оргеевского района Молдовы) в религиозной еврейской семье. Получил традиционное еврейское образование (хедер), в 1881—1885 годах обучался в оргеевском городском четырёхклассном училище, затем семья переехала в Кишинёв, где он окончил гимназию. С конца 1890-х годов вместе с младшим братом Мойше учился инженерной профессии в Одессе, где впервые попал в художественную среду, решил посвятить себя живописи и поступил в школу художественных искусств.
В 1897 году вместе с братом уехал Мюнхен, где вошёл в довольно обширное сообщество российских художников-экспатриантов во главе с В. В. Кандинским и А. Г. Явленским. Поступил в Баварскую академию художеств в Мюнхене и к концу десятилетия стал выставлять свои работы в групповых экспозициях. В Мюнхенской академии Коган посещал рисовальный класс И. Гертериха (1897—1898), живописный класс Л. фон Гертериха (летний семестр 1900 года и зимний семестр 1900—1901 года), класс композиции А. фон Вагнера (летний семестр 1903 года). После окончания академии поселился в Кёнигсберге.
В 1910 году, когда его брат решил перебраться в Париж, Шнеер Коган уехал в Палестину, некоторое время жил в Тель-Авиве, где занимался мозаикой (некоторые образцы мозаичных работ Когана сохранились в городе по сей день). По возвращении к родителям в Кишинёв, уже получивший некоторое признание Коган организовал школу живописи, впоследствии переросшую в Высшую школу пластических искусств (1916), которую возглавлял до 1919 года (затем её возглавил скульптор Александру Плэмэдялэ, чьё имя она и носит теперь). Коган оставался в ней профессором до конца жизни. Среди его учеников по училищу были известные в будущем молдавские живописцы, как например Моисей Гамбурд (1903—1954) и его жена Евгения Гамбурд (1913—1956), Мендель (Михаил) Бейрехман (1908—2005), а также Ольга Ольби (также Olga Beaslay, настоящая фамилия Хржановская, в замужестве Доммартен; 1900—1990), Елизавета Ивановская (Élisabeth Ivanovsky, 1910—2006) и другие.
В эти годы работы Когана выставлялись почти исключительно в Румынии. Так в Кишинёве Обществом изящных искусств Бессарабии (Societăţii de Arte Frumoase din Basarabia), основателем (1917) и руководителей которого был Коган, до 1940 года было проведено одиннадцать салонов (и два выездных салона в других городах). В них помимо Когана и Плэмэдялэ принимали участие местные художники Огюст Байяр (August Baillayre, 1879—1961), Владимир Дончев (1878—1941), Александр Тарабукин (1875—1943) и другие.

## Семья
- Брат — Моисей Герцевич Коган, французский скульптор и график, вице-председатель парижского Осеннего салона по скульптуре (1925).
- Сын — Анатолий Шнеерович Коган (1927—2003), русский писатель и журналист, автор исторических романов о Молдавском княжестве времён господаря Стефана Великого, в том числе «Высокий мост» (1976), «Замок братьев Сенарега» (1979), «Мангупская княжна» (1984), «Час нашествия» (1988), эпопеи «Войку, сын Тудора», фантастических романов «Путешествие в Туран» (1990) и «De profundis (В пучине)», документальной повести о событиях Холокоста «Красная пена: бессарабский геноцид» (2001) и других. Его трилогия «Войку, сын Тудора» — первое издание, выпущенное в Молдове шрифтом Брайля (13 томов, 2003).